# Cierzac
Cierzac là một xã trong tỉnh Charente-Maritime tổng Archiac trong vùng Nouvelle-Aquitaine, tây nam nước Pháp. Xã Cierzac nằm ở khu vực có độ cao trung bình 27 mét trên mực nước biển.

## Lịch sử biến động dân số
| Năm  | Dân số | Mật độ |
| ---- | ------ | ------ |
| 1962 | 196    | -      |
| 1968 | 221    | -      |
| 1975 | 209    | -      |
| 1982 | 177    | -      |
| 1990 | 183    | -      |
| 1999 | 199    | 38/km² |